# Merchav Am
Merchav Am (hebrejsky מֶרְחָב עַם, doslova „Prostor národa“, v oficiálním přepisu do angličtiny Merhav Am) je vesnice typu společná osada (jišuv kehilati) v Izraeli, v Jižním distriktu, v Oblastní radě Ramat ha-Negev.

## Geografie
Leží v nadmořské výšce 535 metrů v centrální části pouště Negev. Jde o aridní oblast s mírně zvlněným terénem, který člení četná vádí. Hlavní z nich je vádí Nachal ha-Ro'a, které protéká podélně celým zdejším údolím.
Obec se nachází nedaleko od kibucu Sde Boker 75 kilometrů od břehu Středozemního moře, cca 132 kilometrů jihojihovýchodně od centra Tel Avivu, cca 105 kilometrů jihozápadně od historického jádra Jeruzalému a 40 kilometrů jihojihovýchodně od města Beerševa. Merchav Am obývají Židé, přičemž osídlení v tomto regionu je etnicky převážně židovské.
Merchav Am je na dopravní síť napojen pomocí lokální silnice 204.

## Dějiny
Merchav Am byl založen v roce 2002. V listopadu 2001 zde začaly stavební práce. Mělo jít o novou osadu pro nábožensky orientovanou populaci, která měla posílit židovské osídlení v Negevu. Na jejím vzniku se podílela organizace Or. Jméno obce je zároveň akronymem RCHVAM jména zavražděného izraelského politika Rechav'ama Ze'eviho (1926-2001).
Vesnice vznikla s přispěním programu Blueprint Negev financovaného Židovským národním fondem, zaměřeného na posílení demografické a ekonomické základny Negevu.
V následujících letech došlo postupně k výstavbě inženýrských sítí (voda, kanalizace, telefon, elektřina). Probíhá výstavba první etapy obytné části obce s 50 domy, které mají nahradit počáteční provizorní příbytky. V obci funguje synagoga, mikve, mateřská škola a společenské centrum. Většina obyvatel za prací dojíždí mimo obec.

## Demografie
Obyvatelstvo osady je nábožensky orientované. Podle údajů z roku 2014 tvořili naprostou většinu obyvatel v Merchav Am Židé (včetně statistické kategorie "ostatní", která zahrnuje nearabské obyvatele židovského původu ale bez formální příslušnosti k židovskému náboženství).
Jde o menší obec vesnického typu s dlouhodobě rostoucí populací. K 31. prosinci 2014 zde žilo 292 lidí. Během roku 2014 populace stoupla o 19,7 %. Populace vesnice je mimořádně mladá. K roku 2013 obec patřila mezi 10 venkovských sídel v Izraeli s nejvyšším podílem obyvatelstva ve věku do 17 let (65,8 % z celkové populace obce).
| Rok            | 2005 | 2006 | 2007 | 2008 | 2009 | 2010 | 2011 | 2012 | 2013 | 2014 |
| -------------- | ---- | ---- | ---- | ---- | ---- | ---- | ---- | ---- | ---- | ---- |
| Počet obyvatel | 144  | 137  | 151  | 168  | 153  | 172  | 182  | 215  | 244  | 292  |